# آنیکا هالین
آنیکا هالین (انگلیسی: Annika Hallin؛ زادهٔ ۸ مهٔ ۱۹۶۶) هنرپیشه اهل سوئد است.
از فیلم‌ها یا برنامه‌های تلویزیونی که وی در آن نقش داشته‌است می‌توان به دختری با خالکوبی اژدها، دختری که با آتش بازی کرد، و دختری که به لانه زنبور لگد زد اشاره کرد.